# Country Music Television
Country Music Television o CMT è una rete televisiva via cavo statunitense a tema musicale country. la programmazione di CMT include video musicali, concerti, Film, biografie di musicisti country, game show, e reality show. CMT è di proprietà ed è gestita da Paramount Media Networks, una sussidiaria di Paramount Skydance Corporation. CMT è stata lanciata il 5 marzo 1983 alle 6:19 PM, ed è stata creata e fondata da Glenn D. Daniels.

## Programmazione
- Chopper Challenge (2008)